# After School (nhóm nhạc)
After School (Tiếng Hàn: 애프터스쿨) là nhóm nhạc đầu tiên sử dụng hệ thống nhập học và tốt nghiệp, với sự gia nhập của thành viên mới và tốt nghiệp của thành viên cũ.

## Lịch sử

### Trước khi ra mắt
Cuối năm 2008, Pledis Entertainment thông báo sẽ cho ra mắt nhóm nhạc nữ đầu tiên của họ và nhóm trưởng sẽ là nữ ca sĩ solo nổi tiếng Son Dam Bi. Nhưng cuối cùng công ty lại quyết định cho Son Dam Bi vẫn theo con đường solo riêng đồng thời công ty thông báo rằng nhóm sẽ ra mắt với 5 thành viên và có tên là After School. Cuối năm, nhóm đã có màn ra mắt với ca khúc "Playgirlz" kết hợp với Son Dam Bi tại sân khấu SBS Song Faestival 2008. Hình tượng của After School trong single đầu tiên lấy hình mẫu là nhóm nhạc nữ của Mỹ The Pussycat Dolls. Sự quyến rũ và gợi cảm của After School nhận được nhiều sự chú ý và họ được xem như "Pussycat Dolls của Hàn Quốc".

### Năm 2009

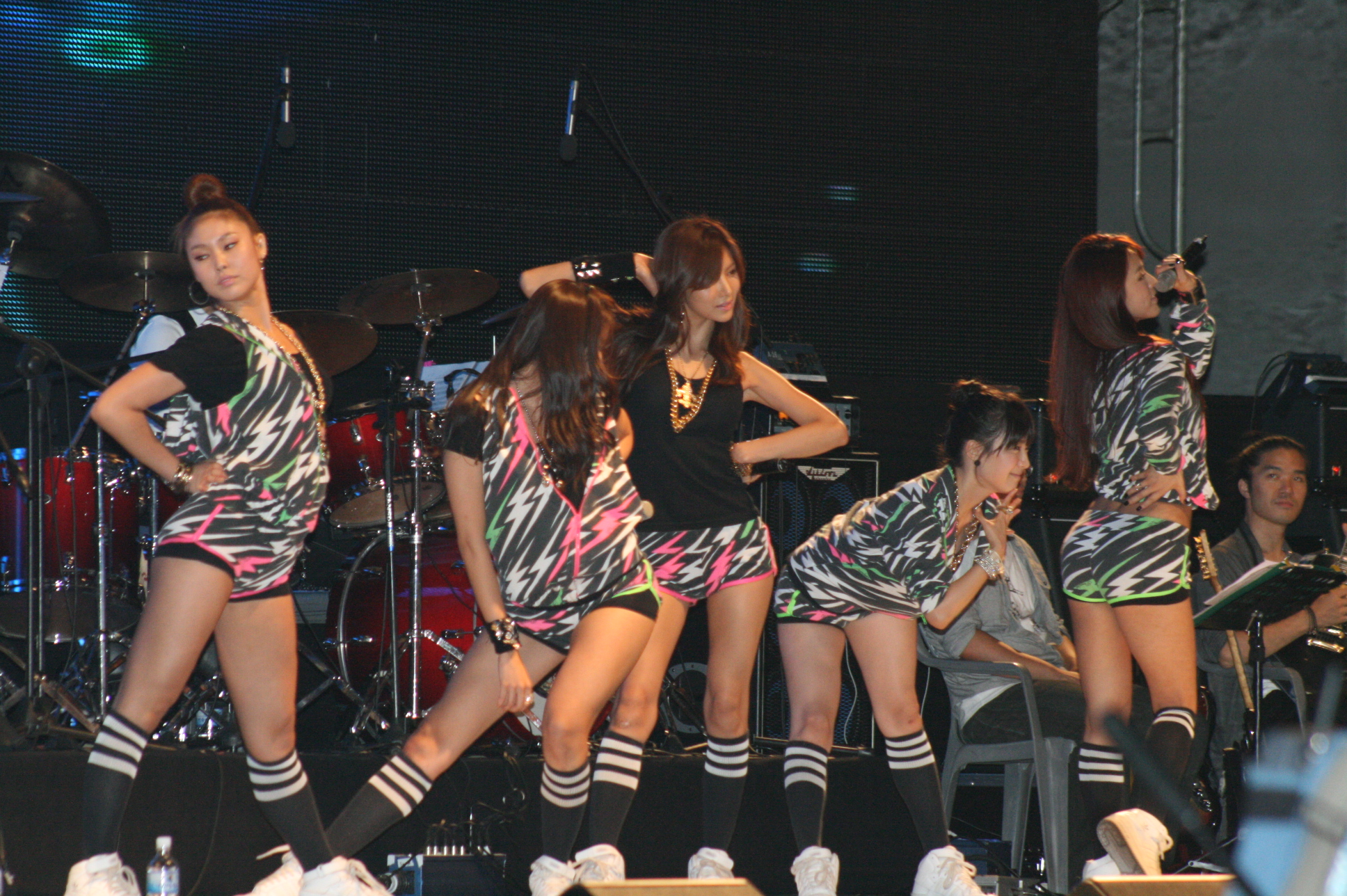
After School vào tháng 9 năm 2009

Ngày 17 tháng 1 năm 2009, nhóm chính thức debut (ra mắt) với single đầu tiên, "AH!". Các thành viên lúc ấy bao gồm Kahi (trưởng nhóm), JungAh, SoYoung, JooYeon và Bekah. Tháng 4 năm 2009, UEE gia nhập nhóm, After School trở thành nhóm 6 người và phát hành single tiếp theo, "DIVA".
Tháng 5, nhóm cho ra mắt single kỹ thuật số mang tên "Dream girl". Vào tháng 7, nhóm kết hợp với "Son Dam Bi" cho ra mắt ca khúc quảng cáo điện thoại Samsung "Amoled".
Ngày 29 tháng 10 năm 2009, SoYoung rời nhóm, 2 thành viên mới được thêm vào là Raina và Nana. After School phát hành "Because of You" (너 때문에), trở thành single đầu tiên của nhóm leo lên được vị trí số 1 của các bảng xếp hạng âm nhạc, thắng 3 giải Mutizen của đài SBS. Single lần này đánh dấu sự thay đổi trong hình ảnh của After School: trưởng thành hơn và cũng u sầu hơn. Không lâu sau đó, họ cho ra mắt bản remix của ca khúc "Because of you". Bản remix này cũng trở nên hot không kém so với bản gốc.

### Năm 2010
Ngày 16/3/2010, Pledis Entertainment thông báo 1 thành viên mới sẽ gia nhập nhóm, Lizzy – After School trở thành nhóm 8 người. Cùng với việc thêm vào thành viên mới, Lizzy, After School cũng phát hành single thứ ba của mình, "Bang!". Với hình tượng các cô gái chơi trống rất mới lạ nhưng cũng không kém phần chuyên nghiệp như các nghệ sĩ chơi trống thực thụ.
Ngày 31/5/2010, Pledis thông báo After School sẽ được chia thành 2 nhóm nhỏ, mỗi nhóm có 3 thành viên và 1 người còn lại sẽ hoạt động một mình (solo). UEE sẽ không tham gia vào dự án này vì chuyên tâm vào việc đóng phim. Nhóm nhỏ đầu tiên có tên là Orange Caramel. Nhóm thứ 2 cho tới nay vẫn chưa được lập. Vào tháng 6, Orange Caramel có màn debut với ca khúc Magic Girl.
Vào tháng 7 năm 2010, After School thực hiện show truyền hình thực tế nhiều tập đầu tiên dành cho riêng họ có tên "Playgirlz School" do đài MBC sản xuất.
Ngày 6 tháng 12 năm 2010, After School phát hành album Happy Pledis, mang không khí mừng giáng sinh có giai điệu rất vui tươi. Một phần lợi nhuận từ album "Happy Pledis" sẽ được tặng cho tổ chức "Save the Children". Album lần này không có sự tham gia của Bekah vì cô đã trở về thăm gia đình ở Hawaii.
Ngày 31 tháng 12 năm 2010, tại MBC Gayo Daejun, After School giới thiệu thêm 1 gương mặt mới của nhóm, E-Young và khả năng chơi nhạc cụ vô cùng đa dạng. Phần solo guitar trong bài Bang! của E-Young rất cá tính khiến các fan vô cùng thích thú. Mọi lời đồn đoán không hay trước đó về khả năng của cô đã bị dẹp tan.

### Năm 2011

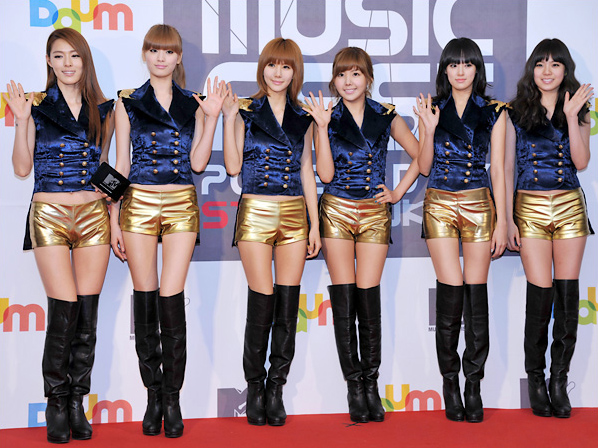
After School vào tháng 2 năm 2011

Ngày 14/2/2011, Kahi (trưởng nhóm) tiến hành hoạt động quảng bá với tư cách là 1 nghệ sĩ SOLO, cho ra mắt Single đầu tay có tên: Comeback you bad person.
Ngày 20/2/2011, MV Make it happen hợp tác giữa Namie Amuro và After School được phát sóng, đánh dấu bước mở đầu cho con đường Nhật tiến của After School.
Cùng với sự trở về của Bekah sau một thời gian vắng mặt, After School trở thành nhóm 9 người, chuẩn bị cho việc ra mắt full album đầu tiên. Ngày 29 tháng 4 năm 2011, After School phát hành full album đầu tiên Virgin cùng ca khúc chủ đề Shampoo. Kèm theo đó, họ cũng ra mắt thêm một "món" mới: tap dance. Các màn trình diễn của After School nhận được nhiều lời khen từ các nghệ sĩ tap dance trên thế giới.
Sau buổi diễn cuối cùng kết thúc đợt quảng bá album Virgin, các thành viên của After School đồng loạt lên Twitter thể hiện sự buồn bã, mệt mỏi. Không lâu sau, các fan cũng biết được nguyên nhân của sự việc trên: Bekah chính thức tuyên bố rời nhóm để theo đuổi ước mơ của mình: trở thành 1 nhà thiết kế. Trước khi ra đi, Bekah đã ghi âm Single riêng như món quà tặng fan thay cho lời tạm biệt: Take me to the place. Vào ngày 16 tháng 6 năm 2011, Pledis Entertainment tổ chức buổi họp mặt fan lần thứ 2 cũng như buổi tốt nghiệp của thành viên Bekah.
Ngày 20 tháng 6 năm 2011, UEE cho ra mắt single Sok Sok Sok nhằm quảng bá cho nhãn hàng thể thao Le Coq Sportif.

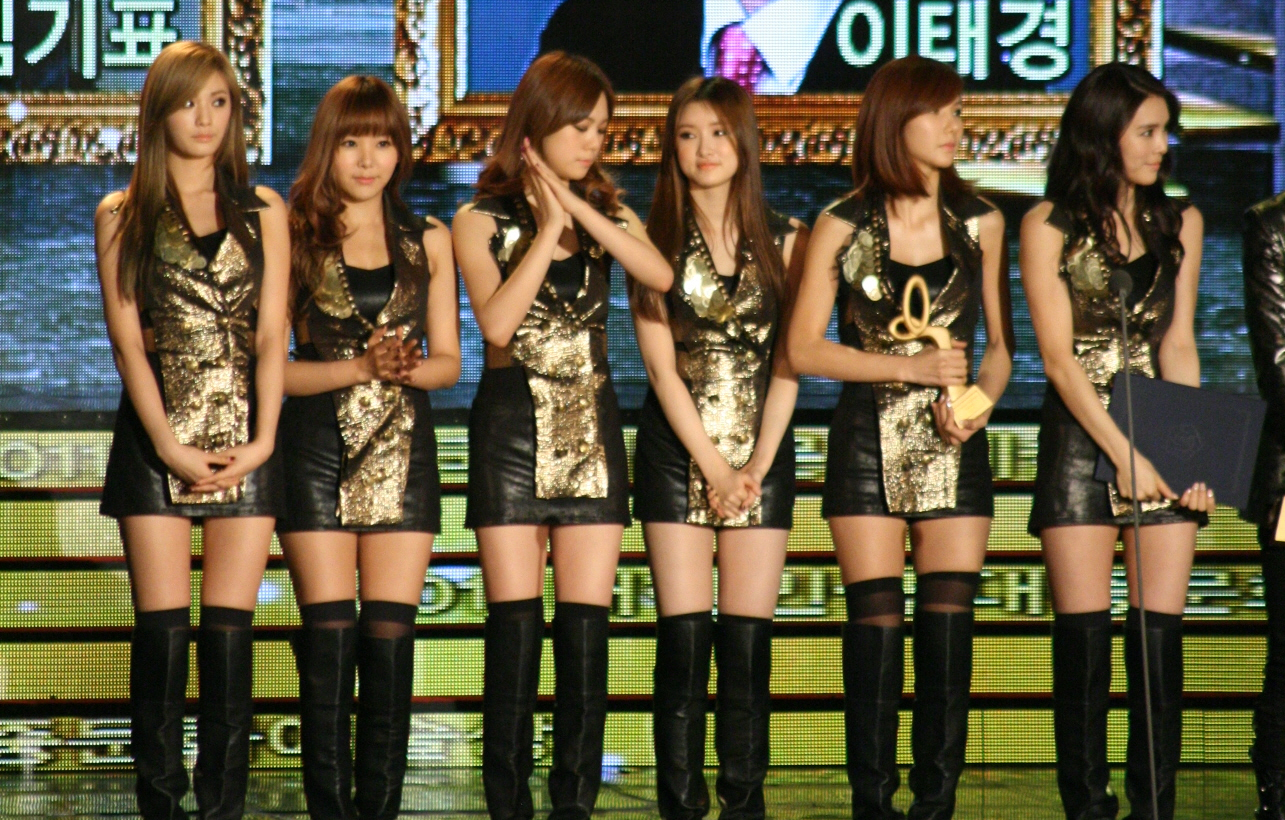
After School vào tháng 11 năm 2011

Sau đó không lâu, After School ghi âm single thứ 4. Lần này nhóm được chia thành 2 nhóm nhỏ là AS RED (gồm Kahi, JungAh, Nana và UEE) và AS BLUE (gồm Raina, JooYeon, E-Young và Lizzy). Các cô gái của After School RED theo đuổi hình tượng quyến rũ, gợi cảm còn BLUE sẽ có hình tượng trong sáng và dễ thương. 2 nhóm tiến hành quảng bá song song nhau với 2 single riêng biệt.
Tháng 8 năm 2011, After School bắt đầu "Nhật tiến" với Single đầu tiên là Bang!, đạt số lượng phát hành trên 10000 bản tại đây. Ca khúc Bang! lập tức đạt đến vị trí thứ sáu của bảng xếp hạng Oricon và dẫn đầu nhiều bảng xếp hạng online khác.
Tháng 11, nhóm phát hành single tiếng nhật thứ 2 "Diva". Tuy không thành công như single trước nhưng nhóm gây ấn tượng với màn tap dance phiên bản Nhật cực kì ấn tượng. Single cũng đạt đến vị trí thứ 11 trên bảng xếp hạng Oricon.

### Năm 2012
Sau một thời gian chờ đợi, Đĩa đơn tiếng Nhật thứ ba của họ 'Rambling Girls/Because of You' sẽ được phát hành vào tháng 1 năm 2012. After School đã ra mắt tại Nhật với ca khúc 'Bang!', sau đó là 'Diva'. 'Rambling Girl' là đĩa đơn tiếng Nhật đầu tiên được quảng bá như một ca khúc chủ đạo của họ. Video ca nhạc cho 'Rambling Girls' đã thu hút sự chú ý nhờ đoạn điệp khúc bắt tai của nó cùng với vũ đạo khi After School lắc hông của họ. Không chỉ thế After School thể hiện một chủ đề về 'tương lai' với trang phục của họ, kết hợp trang phục màu bạc với những đôi bốt cao cổ màu đen. Nhóm còn cho ra mắt ca khúc Because of you phiên bản tiếng Nhật.
Theo như thông báo, After School sẽ phát hành album tiếng Nhật đầy đủ đầu tiên với tên gọi "PLAYGIRLZ" vào tháng 3. Album sẽ bao gồm đĩa đơn ra mắt tiếng Nhật của họ "Bang!", cũng như đĩa đơn thứ 2 và thứ 3, "Diva" và "Rambling girls/Because of you". Các fan cũng sẽ được thưởng thức phiên bản tiếng Nhật của "Shampoo", ngoài ra còn có đến 6 ca khúc mới. Một trong số đó có ca khúc "Just in time", ca khúc chủ đề CF cho nhãn hiệu phụ kiện Samantha Thavasa. Album còn có ca khúc "Shanghai Romence" phiên bản tiếng Nhật của nhóm nhỏ Orange Caramel.
Vào cuối tháng 4, After School mở một loạt chuỗi concert tại Nhật Bản để quảng bá cho album tiếng Nhật đầu tiên của họ "PLAYGIRL". Concert diễn ra thành công với những màn trình diễn 22 ca khúc tuyệt vời. Thông qua sự kiện này, thành viên mới của nhóm Kaeun cũng được giới thiệu. Cô đã có màn trình diễn cùng nhóm với ca khúc Let's do it và Bang!.

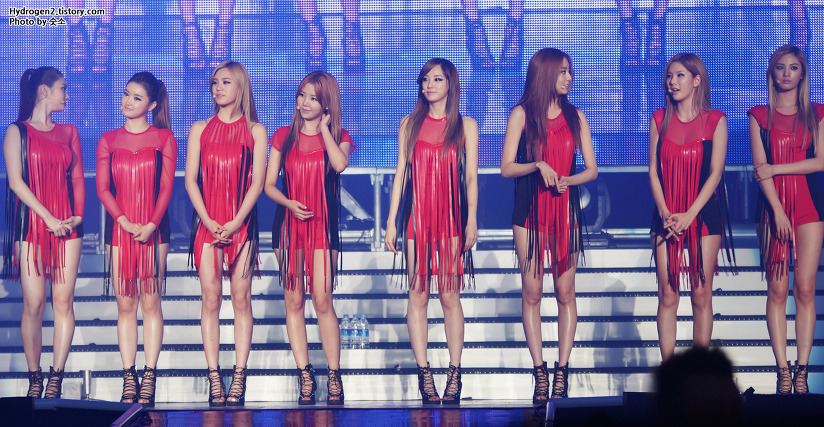
After School vào tháng 7 năm 2012

Cuối tháng 4, ba tấm ảnh bìa cho đĩa đơn tiếng Nhật thứ 4 'Lady Luck' / 'Dilly Daily' của After School đã ra mắt! Đây sẽ là single đôi A-side (có đến 2 ca khúc là bài hát chính) là 'Lady Luck' / 'Dilly Daily' và đã lên lịch để lên kệ vào ngày 13 tháng 6. 'Lady Luck' là một ca khúc nữ tính 'kira kira girly' trong sáng và là nhạc nền chính cho kế hoạch thương mại 'Samantha Thavasa ALL STARS'. 'Dilly Daily' thì mang âm điệu nhiều cảm xúc và sexy hơn, cùng quảng bá cho CF quảng cáo sản phẩm của hãng 'Rexena'. Một ca khúc nữa trong single là 'Slow Love' cũng không kém cạnh bởi nó sẽ là nhạc quảng cáo chính cho 'LIXIL Research Eyefull Home'.
Vào tháng 6, After School đang chuẩn bị cho sự trở lại ở Hàn Quốc với thành viên mới Kaeun thì bất ngờ nhóm trưởng Kahi tuyên bố rời nhóm để theo đuổi con đường solo riêng. Ngày 17/6, After School tổ chức một buổi encore concert tại Nhật như sân khấu cuối cùng của Kahi với tư cách là thành viên chính thức của nhóm.
Ngày 20/6, After School cho ra mắt chính thức single thứ 5 mang tên "Flashback" với ca khúc chủ đạo cùng tên. Trong single còn có 4 ca khúc bao gồm: Rip Off (phiên bản tiếng Hàn), Eyeline (Nana solo), Wristwatch và Timeless (Jung Ah và Raina). Single ngay lập tức thống trị các bảng xếp hạng trong nước.

### Năm 2013

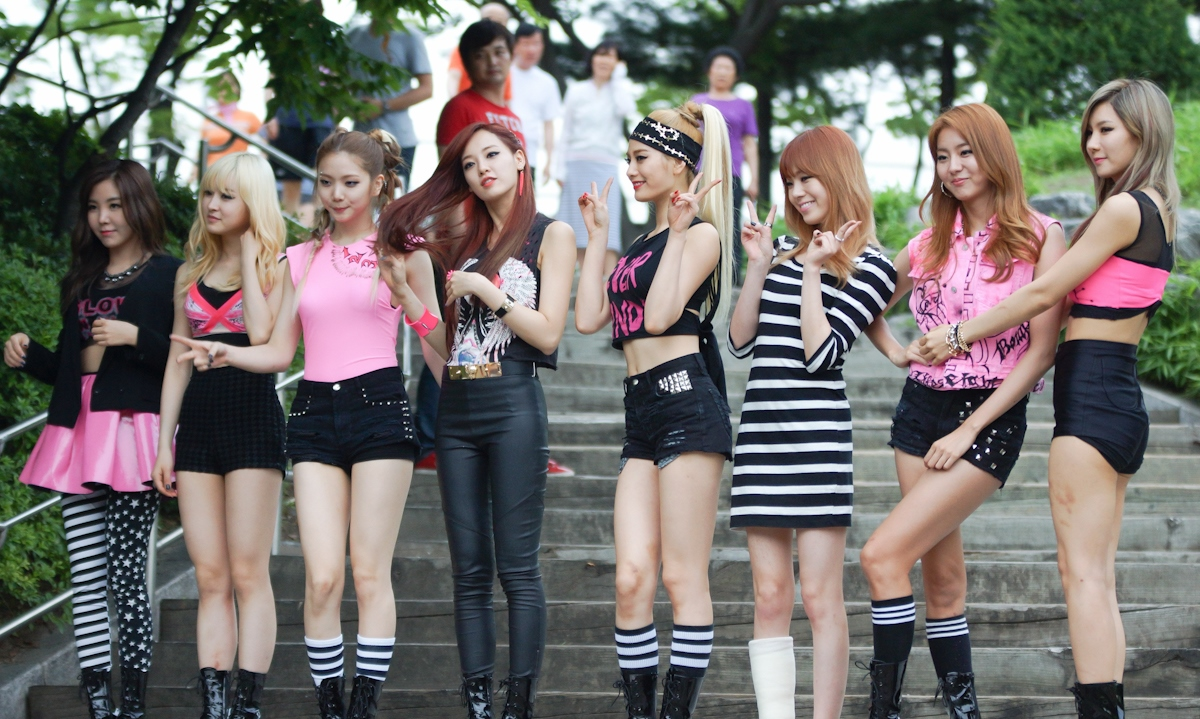
After School vào tháng 6 năm 2013

After School đã tổ chức một cuộc họp fan hâm mộ tại Thái Lan vào ngày 23 tháng 2 năm 2013 và thực hiện trước hơn 3.000 người hâm mộ. Nhờ sự thành công của cuộc họp fan tại Bangkok, After School đã tổ chức thêm một cuộc họp fan tại Đài Loan vào ngày 30 tháng 3. Cuộc họp này cũng đã được tổ chức như một sự kiện từ thiện, số tiền thu được từ việc bán vé sẽ trao cho những trẻ em có nhu cầu. Tổng cộng có 1.000.000 đô la Đài Loan đã được nêu ra để làm từ thiện.
Nhóm đã phát hành album tổng hợp đầu tiên của họ là "The Best of Afterschool" vào ngày 27 tháng 3 năm 2013 cùng với đĩa DVD live đầu tiên của họ từ Playgirlz Janpanese concert. ALbum thứ sáu của họ Korea Maxi-single, " First Love ", được phát hành vào ngày 13 tháng 6 và được sản xuất bởi Brave Brothers. Single này đánh dấu lần đầu tiên nhóm trở lại làm việc với nhà sản xuất kể từ khi "Because of You" vào năm 2009. Single tiếng Nhật thứ 5 của họ "Heaven" được phát hành vào ngày 02 tháng 10. "Heaven" xếp hạng ở vị trí thứ 6 trên Singles Oricon Daily Chart với hơn 18.596 bản được bán ra trong tuần đầu tiên của nó. Ngày 19 tháng 12, MV "Shh " của single tiếng Nhật thứ 6 đã được phát hành trên YouTube.

### Năm 2014
Ngày 20 tháng 2 năm 2014, After School phát hành một đĩa đơn mang tên " Week " trong sự hợp tác với Brave Brothers cho dự án kỷ niệm lần thứ 10 của mình.
Full album tiếng Nhật thứ hai của After School "Dress to kill" được phát hành vào ngày 19 tháng 3 năm 2014. Album có mười hai bài hát trong đó có "Heaven", "Shh", "Overture", "Interlude" và "Miss Independent". Album được phát hành trong ba phiên bản: một phiên bản CD + DVD bao gồm các video âm nhạc và video buổi họp fan đặc biệt, một phiên bản CD với ca khúc bonus là phiên bản tiếng Nhật của "Flashback" và một phiên bản CD (Mu-mo đặc biệt) với ca khúc bonus "Lucky Girl".
Vào đầu năm 2014, After School đã bắt đầu quay một show của KBS mang tên "After School's Beauty Bible". Bộ phim tập trung vào việc các thành viên trở thành biên tập viên làm đẹp và cung cấp cho khán giả với những thông tin và lời khuyên về vẻ đẹp của Hàn Quốc với các chủ đề khác nhau, từ trang điểm cho phong cách và xu hướng. Chương trình đã trở nên khá thành công và phát sóng tại hơn 100 quốc gia thông qua KBS World 's YouTube Channel. Mùa thứ hai của chương trình bắt đầu phát sóng vào tháng 9.
Chuyến lưu diễn Nhật thứ hai của After School "Dress to SHINE" bắt đầu vào ngày 21 tháng 11 năm 2014 tại Tokyo và kết thúc vào ngày 24 tháng 11 tại Osaka. Ngày 31 tháng 12, hợp đồng của Jooyeon với Pledis Entertainment hết hạn và cô ấy đã thông báo lễ tốt nghiệp của cô từ After School cùng ngày hôm đó.

### Năm 2015
Ngày 11 tháng 1 năm 2015, Jooyeon đã có buổi họp fan cuối cùng của cô với vai trò là một thành viên của After school. Cô đã có "buổi lễ tốt nghiệp" với người hâm mộ gần đây, nơi mà cô đã chào tạm biệt các thành viên trong nhóm nhạc để chuẩn bị cho các hoạt động solo của cô từ năm 2015.
After School phát hành MV cho "Shine" vào 09 tháng 2 năm 2015 để quảng bá cho album sắp tới của họ " Best " mà được phát hành vào ngày 18 tháng 3.

### Năm 2016
Pledis Entertainment đã xác nhận hợp đồng giữa Jung Ah và công ty đã hết hạn và cô nàng trưởng nhóm này sẽ rời After School sau 7 năm gắn bó. Vào ngày 28/1/2016, Pledis đã thông báo: "Hợp đồng giữa Jung Ah và công ty đã kết thúc và cô ấy sẽ rời nhóm".  Về phần After School, phía công ty nói thêm: "Hiện giờ công ty vẫn đang bàn bạc về hoạt động của After School".

### Năm 2017
Vào ngày 31 tháng 5 năm 2017, Pledis tuyên bố rằng Uee sẽ rời nhóm sau tám năm hoạt động do hợp đồng tại công ty hết hạn. After School sẽ tiếp tục với 5 thành viên.

### Năm 2018
Pledis thông báo Lizzy tốt nghiệp và After School tiếp tục hoạt động với 4 thành viên. Thành viên Kaeun tìm kiếm một cơ hội mới tại chương trình âm nhạc thực tế sống còn Produce 48. Tuy nhiên trong đêm chung kết Kaeun dừng chân tại thứ hạng 14.

### Năm 2019
Cả 2 thành viên là Kaeun và Raina lần lượt rời nhóm vào tháng 7 và tháng 12 năm 2019, sau khi hết hạn hợp đồng. Vào tháng 12 năm 2019, E-Young tuyên bố trên Instagram rằng cô cũng rời nhóm và công ty sau khi hết hạn hợp đồng.

## Thành viên
| Nghệ danh           | Nghệ danh           | Nghệ danh           | Nghệ danh           | Tên khai sinh       | Tên khai sinh       | Tên khai sinh       | Tên khai sinh       | Ngày sinh           | Nơi sinh                            | Quốc tịch           |
| Latinh              | Hangul              | Kana                | Hanja               | Latinh              | Hangul              | Hanja               | Hán-Việt            | Ngày sinh           | Nơi sinh                            | Quốc tịch           |
| THÀNH VIÊN HIỆN TẠI | THÀNH VIÊN HIỆN TẠI | THÀNH VIÊN HIỆN TẠI | THÀNH VIÊN HIỆN TẠI | THÀNH VIÊN HIỆN TẠI | THÀNH VIÊN HIỆN TẠI | THÀNH VIÊN HIỆN TẠI | THÀNH VIÊN HIỆN TẠI | THÀNH VIÊN HIỆN TẠI | THÀNH VIÊN HIỆN TẠI                 | THÀNH VIÊN HIỆN TẠI |
| ------------------- | ------------------- | ------------------- | ------------------- | ------------------- | ------------------- | ------------------- | ------------------- | ------------------- | ----------------------------------- | ------------------- |
| Nana                | 나나                | ナナ                | 娜娜                | Lim Jin-Ah          | 임진아              | 林珍兒              | Lâm Trân Nhi        | 14 tháng 9, 1991    | Cheongju, Chungcheong Bắc, Hàn Quốc | Hàn Quốc            |
| THÀNH VIÊN CŨ       |                     |                     |                     |                     |                     |                     |                     |                     |                                     |                     |
| Kahi                | 가희                | カヒ                | 嘉熙                | Park Ji-Young       | 박지영              | 朴祉映              | Phác Chỉ Ánh        | 25 tháng 12, 1980   | Daegu, Hàn Quốc                     | Hàn Quốc            |
| Jungah              | 정아                | ジョンア            | 正雅                | Kim Jung-Ah         | 김정아              | 金廷娥              | Kim Đình Nga        | 2 tháng 8, 1983     | Incheon, Hàn Quốc                   | Hàn Quốc            |
| Soyoung             | 소영                | ソヨン              | 小英                | Joo So-Young        | 주소영              | 朱小英              | Chu Tiểu Anh        | 29 tháng 3, 1986    | Seoul, Hàn Quốc                     | Hàn Quốc            |
| Jooyeon             | 주연                | ジュヨン            | 珠妍                | Lee Joo-Yeon        | 이주연              | 李周妍              | Lý Châu Nghiên      | 19 tháng 3, 1987    | Seoul, Hàn Quốc                     | Hàn Quốc            |
| Uee                 | 유이                | ユイ                | Uee                 | Kim Yu-Jin          | 김유진              | 金幽珍              | Kim U Trân          | 9 tháng 4, 1988     | Daejoon, Hàn Quốc                   | Hàn Quốc            |
| Bekah               | 베카                | ベカ                | 貝嘉                | Rebekah Kim         | 레베카김            | 麗貝嘉金            | Lệ Bối Gia Kim      | 11 tháng 8, 1989    | Honolulu, Hawaii, Hoa Kỳ            | Hoa Kỳ / Hàn Quốc   |
| Lizzy               | 리지                | リジ                | 莉茲                | Park Soo-Young      | 박수영              | 朴修映              | Phác Tu Ánh         | 31 tháng 7, 1992    | Busan, Hàn Quốc                     | Hàn Quốc            |
| Raina               | 레이나              | レイナ              | 萊娜                | Oh Hye-Rin          | 오혜린              | 吳惠麟              | Ngô Huệ Lân         | 7 tháng 5, 1989     | Ulsan, Hàn Quốc                     | Hàn Quốc            |
| E-Young             | 이영                | イヨン              | 俐英                | Noh Lee-Young       | 노이영              | 盧俐英              | Lư Lợi Anh          | 16 tháng 8, 1992    | Chuncheon, Gangwon, Hàn Quốc        | Hàn Quốc            |
| Kaeun               | 가은                | カウン              | 佳恩                | Lee Ka-Eun          | 이가은              | 李佳恩              | Lý Giai Ân          | 20 tháng 8, 1994    | Pohang, Gyeongsang Bắc, Hàn Quốc    | Hàn Quốc            |

### Dòng thời gian
Chú thích:
- Đường kẻ màu xanh = MV Tiếng Hàn
- Đường kẻ màu đỏ = MV Tiếng Nhật

## Danh sách đĩa nhạc
Album đĩa đơn
- New Schoolgirl (2009)
- Because of You (Neo Ddaemunae) (2009)
- Bang! (2010)
- Happy Pledis (2010)
- Virgin(2011)
- Bang (Japanese Version) (2011)

Đĩa đơn nhạc số
- Diva (2009)
- Dream Girl (được làm lại từ ca khúc Morning Musume của "Love Machine") (2009)
- "Half feat. Sunny Side" (nhạc phim "Tempted Again") (2009)
- The 4th Single Album

Đĩa đơn quảng bá
- "Ah!" (2009)
- "Diva" (2009)
- "Because of You (Neo Ddaemunae)" (2009)
- "When I Fall" (2010)
- "Bang!" (2010)
- "Love Love Love" (2010)
- "Shampoo" (2011)
- "In the Night Sky" & " Wonder Boy" (2011)
- "Love Letter" (2011)
- "Flashback" (2012)
- "First Love" (2013)

Cộng tác
- Amoled (Son Dam Bi) (2009) (Digital Single)
- Snow Village (After School, Ahn Young-Min, Brown Eyed Girls, Kan Mi-Youn, K.Will, Tei, Sook Hee) (2009)
- Make It Happens (Namie Amuro) (2011)
- Love Letter (Son Dambi, Pledis boys, Pre-School girl Ara) (2011)